# Vernes András
Vernes András (Torockószentgyörgy, 1924. augusztus 8. – Kolozsvár, 2002. január 5.) erdélyi magyar festőművész.

## Élete, alkotásai
Az 1950-es évek elején a kolozsvári Ion Andreescu Képzőművészeti Főiskola diákja, majd diplomázottja. A '60-as években a Dolgozó Nő grafikusa. Számtalan illusztrációja jelent meg itt és más folyóiratban, újságban. A '70-es évektől a kolozsvári Bălcescu-líceum rajztanára volt. Egyéni és kollektív kiállításokon szerepelt otthon és külföldön.
Olajfestményei többnyire tájképek, csendéletek és portrék. Szülőföldjét, Torockót örökíti meg festményein. „Vernes halkszavú, figyelmes, érzékeny lelkületű művész volt, aki munkáiban teljesedett ki, mutatta meg igazi önmagát. … Már-már pazarlóan színgazdag, erőteljes, határozott ecsetvonásokkal megjelenített, valóságelemekbôl táplálkozó, szinte romantizmusba hajló festői világa a valóban mesébe illő, legendás hírű tájnak és emberének szólt, amelyet Kolozsvárra költözve sem volt képes egy pillanatra sem elfeledni.“ Németh Júlia: Vernes András (1924–2002). Szabadság, 2002. jan. 8.